# Planodasys marginalis
Planodasys marginalis är en djurart som tillhör fylumet bukhårsdjur, och som beskrevs av Chandrasekara Rao 1970. Planodasys marginalis ingår i släktet Planodasys och familjen Planodasyidae.
Artens utbredningsområde är Indiska oceanen. Inga underarter finns listade i Catalogue of Life.